# Iglesia de Santa María Assunta (Palazzolo sull'Oglio)
La iglesia de Santa Maria Assunta es la catedral y la principal iglesia parroquial de Palazzolo sull'Oglio, en la provincia y diócesis de Brescia. Forma parte de la zona pastoral de Oglio.  

## Historia
La primera mención de una iglesia en Palazzolo sull'Oglio, dedicada a Santa Maria Assunta, se remonta a 1410. Del informe de la visita pastoral de 1580, sabemos que la iglesia contaba con siete altares y que tenía el título de archipresbiteral. En aquella época los fieles eran 2 000, aumentando a 3 000 en 1703. La nueva iglesia parroquial fue construida entre 1751 y 1772. El órgano fue instalado en 1774 y la iglesia fue consagrada el 6 de mayo de 1782. En 1786 el edificio fue dañado por un rayo y el órgano destruido; Este último fue sustituido por uno nuevo realizado por Luigi Lingiardi de Pavía. El 3 de mayo de 1801 la iglesia parroquial fue reconsagrada, al año siguiente se rehízo la decoración del edificio y en 1846 se completó la fachada obra del arquitecto Donegani. Durante el siglo XIX la iglesia fue conocida con el título de Santa Maria Annunziata, para luego recuperar su título original de Santa Maria Assunta en 1932. El 14 de abril de 1989 el vicariato de Palazzolo, del cual esta iglesia era responsable, fue abolido y se insertó en la recién creada zona pastoral de Oglio.

## Descripción
Las estatuas de la fachada son obra del conocido escultor Giovanni Antonio Emanueli y representan a la Virgen, María Magdalena, el santo patrón Fedele de Como, San Juan Evangelista y San Pablo. Sobre la puerta de madera hay también un gran bajorrelieve que representa la disputa entre los médicos.
La iglesia tiene planta de cruz latina con tres naves. En el interior se conserva un políptico de 1525, obra de Vincenzo Civerchio, un retablo de 1620 de Grazio Cossali y en el crucero derecho una Última Cena que durante décadas se creyó erróneamente que era obra de Pompeo Batoni. En realidad fue pintado por el desconocido pintor romano Francesco Sorbe, como también resulta de la firma que apareció durante la restauración.